# Straight to DVD
Straight to DVD es el primer álbum en directo de la banda estadounidense de pop punk All Time Low. El álbum se lanzó el 25 de mayo de 2010, a través del sello discográfico Hopeless Records. La interpretación en directo se grabó y filmó en el Hammerstein Ballroom, ubicado en Nueva York, el 4 de diciembre de 2009. El concierto fue parte de la gira Glamour Kills Tour, mientras All Time Low se encontraba promocionando Nothing Personal (2009). En el DVD aparecen tres invitados especiales: Travis Clark, vocalista de la banda We the Kings, Juliet Simms, quién fue cantante de Automatic Loveletter, y Andrew Goldstein de The Friday Night Boys.

## Recepción crítica
El álbum contó con buenas críticas. Tim Sendra de Allmusic comentó: «El sonido es muy claro, tanto la banda como el público parece que estuvieran teniendo un buen momento». Keagan Ilvonen del sitio web AbsolutePunk le dio ochenta y ocho puntos sobre la base de cien y declaró: «Todo el odio en el mundo no va a cambiar a estos chicos. Ellos han tomado por sorpresa a la escena por un motivo, y no es sólo por su apariencia. Los llaman pop, los llaman punk, los llaman cualquier cosa, pero no los llaman pasión. Puede que no sean los próximos Blink-182 o Fall Out Boy, pero no están tratando de serlo. Son tan genuinos como vienen y se nota, sobre todo en este DVD».

## Lista de canciones
| Straight to DVD (CD) |                                                  |          |  |
| N.º                  | Título                                           | Duración |  |
| 1.                   | «Intro»                                          | 1:29     |  |
| 2.                   | «Lost In Stereo»                                 | 3:29     |  |
| 3.                   | «Stella»                                         | 2:58     |  |
| 4.                   | «Break Your Little Heart»                        | 4:38     |  |
| 5.                   | «Six Feet Under the Stars»                       | 4:13     |  |
| 6.                   | «A Party Song (The Walk of Shame)»               | 4:14     |  |
| 7.                   | «Jasey Rae»                                      | 4:03     |  |
| 8.                   | «Poppin' Champagne»                              | 4:55     |  |
| 9.                   | «Remembering Sunday» (con Juliet Simms)          | 5:09     |  |
| 10.                  | «Therapy»                                        | 6:01     |  |
| 11.                  | «Coffee Shop Soundtrack» (con Travis Clark)      | 5:56     |  |
| 12.                  | «Weightless»                                     | 4:06     |  |
| 13.                  | «Too Much»                                       | 7:19     |  |
| 14.                  | «Damned if I Do Ya (Damned if I Don't)»          | 4:16     |  |
| 15.                  | «Dear Maria, Count Me In» (con Andrew Goldstein) | 6:46     |  |
| 69:32                |                                                  |          |  |

## Posicionamiento en listas
| Estados Unidos | Billboard 200         | 58  |
| Estados Unidos | Independent Albums    | 8   |
| Estados Unidos | Rock Albums           | 16  |
| Estados Unidos | Alternative Albums    | 10  |
| Japón          | Japanese Albums Chart | 169 |
| Suecia         | Sverigetopplistan     | 52  |

## Créditos y personal
| - Jack Barakat: guitarra - Brian Belknap: productor ejecutivo - Jonathan Bregel: dirección, edición - Melissa Burns: asistenta de edición, colorista - Chris «Disco» Chase: transportación - Travis Clark: voz en «Coffee Shop Soundtrack» - Matthew Colussy: mánager de All Time Low - Rian Dawson: batería - Adam Elmakias: imágenes estáticas - Pete Evick: pro tools - Matthew Flyzik: mánager de gira - Alex Gaskarth: voz principal, guitarra rítmica - Andrew Goldstein: voz en «Dear Maria, Count Me In» - Kevin «131» Gutierrez: pro tools - Alex Grieco: técnico en batería - Ian Harrison: productor ejecutivo - Ben Jacks: edición - Jeff Juliano: mezcla - Thomas Knuckles: authoring | - Danny Kurily: técnico en guitarra - Jonathan Lacocque: edición - Keith Lazorchak: administración, productor ejecutivo - Paul Leavitt: ingeniería - Jeff Maker: dirección de iluminación - Zack Merrick: bajo - Craig Monahan: asistente de administración - Vincent «Vinny Vegas» Petrocelli: merchandising - Louis Posen: productor ejecutivo - Clint Rhodes: asistente de dirección - Heidi Scheuermann: producción - Sergie: embalaje - Justin Shturtz: masterización - Noah Shulman: edición - Juliet Simms: voz en «Remembering Sunday» - Matt Stein: pro tools - Michael Thelin: dirección, producción - Nano Tissera: asistente de administración |

Fuente: Allmusic.